# 諾拉鎮區 (明尼蘇達州波普縣)
諾拉鎮區（英語：Nora Township）是位於美國明尼蘇達州波普縣的一個行政鎮區。

## 地方資料
諾拉鎮區的面積為93.53平方千米，當中陸地面積為87.73平方千米，而水域面積為5.79平方千米。根據2020年美國人口普查的數據，當地共有人口203人，而人口密度為每平方千米2.17人。